# Каунас (футбольный клуб)
«Ка́унас» (лит. „Kauno futbolo beisbolo klubas“) — литовский футбольный клуб из одноимённого города.

## История
Первоначально клуб был основан в 1960 году как «Банга» — Banga. В трёх сезонах (1960—1962) принимал участие в чемпионате СССР в классе «Б». В 1962 году принял участие в Кубке СССР.
Клуб завоёвывал звание чемпиона Литовской ССР в 1986 и 1989 годах. В 1990 году участвовал в розыгрыше чемпионата Прибалтики.
После того как Литва снова обрела независимость, клуб был реформирован: сначала после сезона 1991 года, который был проведён в чемпионате Литвы (занято 3-е место) он объединился с «Вилией» — другим каунасским клубом (участником первых двух чемпионатов Литвы: 1990 и 1991), в сезоне-1991/92 назывался «Банга-Гранитас», в сезоне-1992/93 — «Банга», а в 1993 году был переименован в «ФБК Каунас» (FBK Kaunas) и было добавлено бейсбольное отделение (которое позднее отделили и образовали «БК Каунас»).
Непродолжительное время именовался «Жальгирисом», выиграл чемпионат Литвы сезона 1999 года под этим названием.
«Матчем тысячелетия» в Литве назвали[кто?] матч «Каунас» — «Ливерпуль» второго отборочного раунда Лиги чемпионов 2005/06: по сумме двух матчей «Ливерпуль» победил 5:1 (3:1 и 2:0 соответственно).
5 августа 2008 года в том же втором отборочном раунде Лиги чемпионов «Каунас» сенсационно победил финалистов последнего Кубка УЕФА «Рейнджерс» (2:1; в первом матче — 0:0).
В 2009 году клуб отказался от места в элитном дивизионе, а федерация лишила места во втором по силе дивизионе и перевела в третий по силе дивизион Литвы — II Лига. В 2009 году клуб досрочно завоевал первое место в II Лиге. В 2010 году занял 1-е место в I Лиге.
В 2011 году клуб занял 10-е место из 12 в высшем дивизионе и должен был понизиться в классе, но в вместо этого был расформирован.
В 2012—2016 годах существовал FBK Kaunas (Futbolo Bendruomenes Klubas Kaunas)en, основанный болельщиками «Каунаса». Играл в III (2012), II (2013, 2014) и I (2015, 2016) лигах.

## Титулы
- Чемпионы Литвы — 1999, 2000, 2001, 2002, 2003, 2004, 2006, 2007
- Чемпионы Литовской ССР — 1986, 1989
- Обладатели Кубка Литвы — 2002, 2004, 2005, 2008
- Обладатели Кубка Литовской ССР — 1989
- Обладатели Суперкубка Литвы — 2002, 2004, 2006, 2008
- Чемпион Балтийской лиги — 2008
- Финалист Кубка Содружества: 2006

## Выступления в еврокубках
| Сезон     | Турнир              | Раунд                         | Соперник            | Дома | В гостях | Общий счёт     |   |
| --------- | ------------------- | ----------------------------- | ------------------- | ---- | -------- | -------------- | - |
| 1996      | Кубок Интертото     | Групповой раунд               | Лиллестрём          | 1:4  | —        | —              | — |
| 1996      | Кубок Интертото     | Групповой раунд               | Нант                | —    | 1:3      | —              | — |
| 1996      | Кубок Интертото     | Групповой раунд               | Слайго Роверс       | 1:0  | —        | —              | — |
| 1996      | Кубок Интертото     | Групповой раунд               | Херенвен            | —    | 1:3      | (4-е в группе) |   |
| 1997      | Кубок Интертото     | Групповой раунд               | Самсунспор          | 0:1  | —        | —              | — |
| 1997      | Кубок Интертото     | Групповой раунд               | Лейфтюр             | —    | 3:2      | —              | — |
| 1997      | Кубок Интертото     | Групповой раунд               | Гамбург             | 1:2  | —        | —              | — |
| 1997      | Кубок Интертото     | Групповой раунд               | Оденсе              | —    | 2:2      | (3-е в группе) |   |
| 1999/2000 | Кубок УЕФА          | Предварительный раунд         | Маккаби (Тель-Авив) | 2:1  | 1:3      | 3:4            |   |
| 2000/2001 | Лига чемпионов УЕФА | Первый квалификационный раунд | Бротнё              | 4:0  | 0:3      | 4:3            |   |
| 2000/2001 | Лига чемпионов УЕФА | Второй квалификационный раунд | Рейнджерс           | 0:0  | 1:4      | 1:4            |   |
| 2001/2002 | Лига чемпионов УЕФА | Первый квалификационный раунд | Слога Югомагнат     | 1:1  | 0:0      | 1:1 (гв)       |   |
| 2002/2003 | Лига чемпионов УЕФА | Первый квалификационный раунд | Динамо (Тирана)     | 2:3  | 0:0      | 2:3            |   |
| 2003/2004 | Лига чемпионов УЕФА | Первый квалификационный раунд | ХБ Торсхавн         | 4:1  | 1:0      | 5:1            |   |
| 2003/2004 | Лига чемпионов УЕФА | Второй квалификационный раунд | Селтик              | 0:4  | 0:1      | 0:5            |   |
| 2004/2005 | Лига чемпионов УЕФА | Первый квалификационный раунд | Слима Уондерерс     | 4:1  | 2:0      | 6:1            |   |
| 2004/2005 | Лига чемпионов УЕФА | Второй квалификационный раунд | Юргорден            | 0:2  | 0:0      | 0:2            |   |
| 2005/2006 | Лига чемпионов УЕФА | Первый квалификационный раунд | ХБ Торсхавн         | 4:0  | 4:2      | 8:2            |   |
| 2005/2006 | Лига чемпионов УЕФА | Второй квалификационный раунд | Ливерпуль           | 1:3  | 0:2      | 1:5            |   |
| 2006/2007 | Кубок УЕФА          | Первый квалификационный раунд | Портадаун           | 1:0  | 3:1      | 4:1            |   |
| 2006/2007 | Кубок УЕФА          | Второй квалификационный раунд | Раннерс             | 1:0  | 1:3      | 2:3            |   |
| 2007/2008 | Лига чемпионов УЕФА | Первый квалификационный раунд | Зета                | 3:2  | 1:3      | 4:5            |   |
| 2008/2009 | Лига чемпионов УЕФА | Первый квалификационный раунд | Санта-Колома        | 3:1  | 4:1      | 7:2            |   |
| 2008/2009 | Лига чемпионов УЕФА | Второй квалификационный раунд | Рейнджерс           | 2:1  | 0:0      | 2:1            |   |
| 2008/2009 | Лига чемпионов УЕФА | Третий квалификационный раунд | Ольборг             | 0:2  | 0:2      | 0:4 (гв)       |   |
| 2009/2010 | Лига Европы УЕФА    | Второй квалификационный раунд | Севойно             | 1:1  | 0:0      | 1:1            |   |

## Тренеры
- Шендерис Гиршовичюс (1995—1996; 1998—2000; 2004, апрель — сентябрь)
- Сергей Боровский (2003, июль — 2004, апрель)
- Вальдас Иванаускас (2004, сентябрь — 2005, апрель)
- Евгений Рябов (2005, апрель — май; 2006, июнь — 2007, февраль; 2008, декабрь — 2009, апрель; с марта 2011)
- Александр Пискарев (2005, май — июль)
- Игорь Панкратьев (2005, июль — 2005, ноябрь)
- Эдуард Малофеев (2005, декабрь — 2006, июнь)
- Владимир Курнев (2007, февраль — апрель)
- Ангел Червенков (2007, апрель — июнь)
- Артурас Рамошка (2007, июнь — сентябрь)
- Антон Йооре (2007, август — сентябрь)
- Андрей Зыгмантович (2007, сентябрь — 2008, июль; 2008, ноябрь — декабрь)
- Жозе Коусейру (2008, июль — октябрь)
- Саулюс Вертелис (2009, апрель — 2010, сентябрь)
- Дарюс Гвильдис (2010, сентябрь — 2011, март)